# بوباسنا
بوباسنا هي مدينة من مدن أوكرانيا. يبلغ عدد سكانها 21917 نسمة وذلك حسب إحصائيات سنة 2013.